# Ана Ехасаррета
Ана Йозефа Марія де лас Ехасаррета Перес Котапос (хрещена 21 березня 1864 - 25 травня 1927) була першою леді Чилі.
Ана Ехазаррета народилася в Сантьяго, була донькою Хуана Мануеля Ехазаррета Ірігоєна та Мерседес Перес Котапоси Рекабаррени. Одружилася з Хуаном Луїсом Санфуентесом Андонегі 11 листопада 1885 року, в шлюбі народила п’ятеро дітей. Померла в Сантьяго.

## Зовнішні посилання
- Генеалогічна карта родини Санфуентес [Архівовано 2 березня 2021 у Wayback Machine.] (in Spanish)

1. ↑  Chile, Select Baptisms, 1585-1932